# Bryson (Québec)
Pour les articles homonymes, voir Bryson.
Bryson est une municipalité de village du Québec (Canada), située dans la municipalité régionale de comté de Pontiac et dans la région administrative de l'Outaouais.

## Histoire
La municipalité tire son nom de George Bryson père (1813-1900), maire de Mansfield-et-Pontefract à trois reprises entre 1855 et 1878, conseiller législatif (1867-1887) et entrepreneur de l'industrie du bois. L'hommage s'étend également à son fils cadet George, né en 1852 et mort en 1937. Marchand de bois, ce dernier fut conseiller législatif de la division d'Inkerman de 1887 à 1937 et maire de Mansfield-et-Pontefract (1891-1892; 1894-1895).
D'abord dénommé Havelock (1858-1873) en l'honneur de Sir Henry Havelock (1795-1857), général britannique qui s'est illustré aux Indes, le village est constitué d'une partie de territoire détachée de la municipalité du canton de Litchfield.
En 2003, la municipalité du village de Bryson devenait la municipalité de Bryson. Considérée comme chef-lieu du comté de Pontiac jusqu'en 1926, Bryson a dû céder ce titre à Campbell's Bay, dont elle est distante de quelque 8 km, cette dernière ayant été estimée plus centrale.

## Géographie
La rivière des Outaouais délimite l'ouest de la municipalité du nord-ouest au sud-ouest. Elle est située en face du sud-est de L'île du Grand Calumet(d).

## Démographie
| 1991 | 1996 | 2001 | 2006 | 2011 | 2016 | 2021 |
| ---- | ---- | ---- | ---- | ---- | ---- | ---- |
| 763  | 753  | 673  | 618  | 647  | 697  | 646  |

## Administration
Les élections municipales se font en bloc pour le maire et les six conseillers.
| Bryson Maires depuis 2001                                                                                            |               |         |          |
| Élection | Maire         | Qualité | Résultat |
| 2001 | James Stewart |         | Voir     |
| 2005 | Albert Davis  |         | Voir     |
| 2009 | John Griffin  |         | Voir     |
| 2013 | Alain Gagnon  |         | Voir     |
| 2017 | Alain Gagnon  | Voir    |          |
| 2021 | Alain Gagnon  | Voir    |          |
| Élection partielle en italique Depuis 2005, les élections sont simultanées dans toutes les municipalités québécoises |               |         |          |